# Aphis catalpae
Aphis catalpae är en insektsart. Aphis catalpae ingår i släktet Aphis och familjen långrörsbladlöss. Inga underarter finns listade i Catalogue of Life.